# Ryan Conner

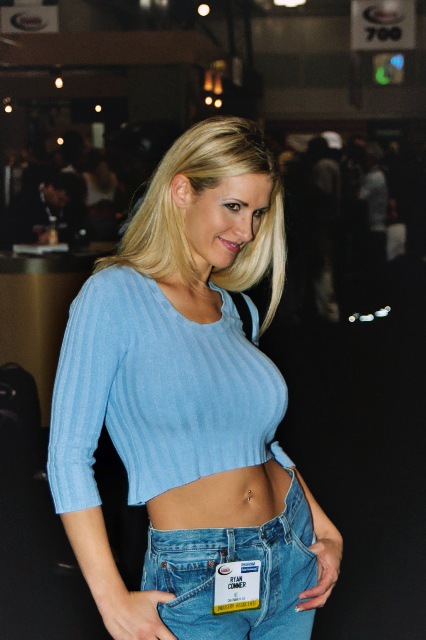
Ryan Conner 2002 auf der East Coast Video Show.

Ryan Conner (* 12. Februar 1971 als Deborah Hinkle in Santa Ana, Kalifornien) ist eine US-amerikanische Pornodarstellerin.

## Leben
Conner wuchs als Zeugin Jehovas auf und heiratete erstmals im Alter von achtzehn. Die Ehe wurde nach zwei Jahren geschieden. Mit 21 Jahren heiratete sie wieder, die Ehe wurde abermals geschieden. In dieser Zeit arbeitete sie gleichzeitig in einem Nagelstudio, einem Restaurant und einem Nachtclub. In einem dieser Nachtclubs begann sie oben ohne zu tanzen. Als sie schwanger wurde, bekam sie ein Angebot freizügig vor einer Kamera zu posieren. Diese Bilder waren die ersten von ihr, die in Magazinen veröffentlicht wurden. Nach der Geburt ihrer Tochter tanzte sie zunächst weiter, bis sie im Jahr 1999 begann, hauptsächlich für Pornofilme vor der Kamera zu stehen. Nachdem sie von San Diego nach Los Angeles gezogen war, trat sie mit verschiedenen namhaften Agenturen in Kontakt, bis sie einen Vertrag bei dem Branchenprimus Vivid Entertainment Group erhielt.
Seit 1999 spielte Ryan Conner in über hundert Pornofilmen mit und wurde acht Mal für den AVN Award nominiert. Im Frühjahr 2015 gab sie nach zehn Jahren bei dem Label Jules Jordan ihr Comeback und ist aufgrund ihres gestiegenen Alters in der Rolle einer Cougar bzw. MILF zu sehen. Dafür wurde sie 2016 mit dem XRCO Award der Kategorie Best Cumback ausgezeichnet.
Ihre Tochter Dylan Phoenix (* 1992) ist seit 2015 ebenfalls als Pornodarstellerin aktiv.

## Filmografie (Auswahl)
- 2000: Tinseltown
- 2000: Das Lexikon der Anal-Erotik (Stories of Ass)
- 2000: Sex Camp auf Rädern (The Morgan Sex Project 3)
- 2001: Nächte ohne Tabus (Underworld)
- 2002: Ass Worship 2
- 2002: Lex the Impaler 2
- 2003: Ass Worship 3
- 2006: Bi Sexual Escapades
- 2015: True Milf 2
- 2015: My Mom Likes Girls 5
- 2015: Cougar Bdsm
- 2015: Manuel is a Milf-o-maniac 3
- 2015: Cheating Housewives
- 2015: Busty Office Milfs 7
- 2015: Lex Vs Ryan Conner
- 2015: Oil Overload 13
- 2016: Axel Braun’s Cougar Alert
- 2016: Slutty Mom
- 2016: Wet Asses 6
- 2016: Big Wet Asses 25
- 2016: MILF Performers of the Year 2016
- 2018: Seduced By a Cougar 52
- 2019: Big Anal Asses 9

## Auszeichnungen
- 2001: AVN-Award-Nominierung – Best New Starlet
- 2001: AVN-Award-Nominierung – Best All-Girl Sex Scene in a Video – New Wave Hookers 6 (mit Kiki D’Aire und Monique DeMoan)
- 2001: AVN-Award-Nominierung – Best Anal Sex Scene in a Video – New Blood (mit Luciano)[2]
- 2001: NightMoves Award – Best New Starlet (Editor’s Choice)
- 2002: AVN-Award-Nominierung – Best Group Sex Scene in a Film – Underworld (mit Jessica Drake, Zoe, und Evan Stone)
- 2002: AVN-Award-Nominierung – Best Couples Sex Scene in a Film – Portraits in Blue (mit Michael J. Cox)
- 2002: AVN-Award-Nominierung – Best All-Girl Sex Scene in a Film – Bad Wives 2 (mit Raylene und April)
- 2002: AVN-Award-Nominierung – Best Anal Sex Scene in a Video – Bottom Feeders 2 (mit Erik Everhard und Mark Davis)[3]
- 2004: AVN-Award-Nominierung – Best Sex Scene Coupling in a Video – Buttman’s Bend Over Babes 6 (mit Mark Ashley)
- 2016: XRCO Award – Best Cumback